# Victoria County, New Brunswick
Victoria County (engelska) eller Comté de Victoria (franska) är ett county i New Brunswick i Kanada.   Det ligger i den östra delen av landet, 700 km öster om huvudstaden Ottawa. Antalet invånare är 19 921. Arean är 5 504 kvadratkilometer.